# Hans Nielsen Hauge (film)
Hans Nielse Hauge är en norsk svartvit dramafilm från 1961 i regi av Kåre Bergstrøm. Filmen bygger på predikanten Hans Nielsen Hauges liv, och i rollen som Hans Nielsen Hauge ses skådespelaren Per Sunderland.

## Handling
Danmark 1804. Kronprins Frederik regerar landet eftersom kungen har varit sjuk i flera år. Kungen får rapporter om att den norske predikanten Hans Nielsen Hauge skaffat sig en stor och upprorisk anhängarskara, något som hotar Danmarks säkerhet då han bryter ner statens och kyrkans auktoritet. En kunglig arresteringsorder går ut. Hauge grips och förs till Kristiania (dagens Oslo).

## Rollista
- Per Sunderland – Hans Nielsen Hauge
- Preben Lerdorff Rye – kung Frederik VI
- Gunnar Lauring – Kaas
- Ola Isene – bypresident Lausen Bull
- Tore Foss – polis Wulfsberg
- Hans Coucheron-Aamot  – Sorenskrivare Aars
- Carsten Winger – rådman Ludvig Ingstad
- Lauritz Falk – justitieråd Blom
- Helge Reiss – överrättsprokurator
- Espen Skjønberg – Mikkel Nielsen Hauge
- Lasse Kolstad – länsman Ole Nielsen
- Georg Løkkeberg – biskop Schønheyder
- Carl Børseth Rasmussen – biskop Nordahl Brun
- Fridtjof Mjøen – slottspräst Pavel i Christiania
- Alfred Solaas – sockenpräst Urdahl i Tune
- Olafr Havrevold – sockenpräst Seeberg i Tune
- Henrik Anker Steen – sockenpräst Feiermann i Fredrikstad
- Bernt Erik Larssen – Doktor Müller
- Thor Hjorth-Jenssen – länsman Gram på Eiker
- Helge Essmar – fängelsedirektören i Christiania
- Erling Lindahl – amtman Hoffgaard i Smålenene
- Oscar Amundsen – fogde Radich i Moss och Thune
- Ingolf Rogde – fogde Kreydal i Lillesan
- Eilif Armand – bokbindare Lange i Bergen
- Sverre Hansen – handelsman i Bergen
- Lothar Lindtner – köpman i Bergen
- Harald Heide Steen – man i Bjørnstad
- Harald Aimarsen – en bonde
- Astrid Sommer – bondhustru
- Wilfred Breistrand – löjtnant i Fredrikstad
- Ole-Jørgen Nilsen – sergeant i Fredrikstad
- Svend Svendsen – den inneboende
- Ada Skolmen – kvinna
- Stevelin Urdahl – granne
- Aud Schønemann – kvinna
- Ellen Iversen – kvinna
- Nils Nittel – man
- Haakon Arnold – polisen
- Roy Thorsrud – länsmansassistent
- Erik Melbye Brekke – kusken
- Erik Lassen – mannen på vagnen
- John Eide – sångare utanför fängelset
- Leidulv Lothe – sångare utanför fängelset
- Oscar Egede-Nissen – man i fyllearrest
- Egil Lorck – man i fyllearrest
- Ola B. Johannessen – man i fyllearrest
- John Birkehoel – fångvaktare
- Harald Myhrbråten – fångvaktare
- Egil Hjorth-Jenssen – boktryckare i Christiania
- Egil Hagen – mannen med nyheterna på klubben
- Beate Berntsen – servitris på klubben
- Teddy Nordgren – polis i Bergen
- Per Lillo-Stenberg – domare Hans Hagerup Falbe
- Rolf Nordland – sekreterare i rätten
- Ragnar Olason – fångvaktare
- Rolf Søder – bonde
- Siv Stokland – Ragnhild, datter
- Rolf Sand – skreppekaren
- Arvid Furulund – man som serverar soppa
- Kåre Wicklund – mannen först i matkön
- Randi Holst-Jensen – damen först i matkön
- Jolly Kramer-Johansen – väktaren
- Lars Kristensen – Hans Nielsen Hauge som liten
- Ulf Gustavsen – Mikkel Nielsen Hauge som liten
- Einar Nic. Kristensen – far till pojkarna

## Om filmen
Hans Nielsen Hauge producerades av Norsk Film A/S med Bjarne Stokland som produktionschef. Den regisserades av Kåre Bergstrøm och är hans femte filmregi. Regiassistent var Bjørn Breigutu, som även var klippare. Filmens manus skrevs av Colbjørn Helander och filmades av Sverre Bergli. Musiken komponerades av Jolly Kramer-Johansen som också gjorde en mindre roll som väktare.
Filmen hade premiär den 4 oktober 1961 i Norge. Den distribuerades först av Fotorama och därefter av Kommunenes filmcentral. Filmen är 93 minuter lång.